# Beautiful Ghosts (pjesma Taylor Swift)
"Beautiful Ghosts" je pjesma američke kantautorice Taylor Swift za filmsku adaptaciju mjuzikla Mačke (2019.) u kojemu Swift glumi lika po imenu Bombalurina. Pjesmu su napisali Swift i autor mjuzikla Andrew Lloyd Webber, a producirali su je Greg Wells, Lloyd Webber i režiser Tom Hooper. Objavljena je 15. studenog 2019. Pjesmu u filmu izvodi glavni lik Victoria, a portretira Francesca Hayward. Swift je izvela službenu verziju pjesme koja se igra preko završnih kredita. Pjesma je dobila nominaciju za najbolju originalnu pjesmu na 77. dodjeli nagrada Zlatni globus.

## Promocija
15. studenog 2019. na YouTubeu je objavljen lirski video za pjesmu. Lirski video ima više od 5,3 milijuna pregleda na YouTubeu. 

## O pjesmi
Kao koncept, tadašnja pjesma bez naslova prvi je put objavljena početkom 2018. godine, kada je filmska adaptacija bila u ranim fazama produkcije. Pjesma je osmišljena kako bi Victoria omogućila publici da predstavi svoj lik, jer komunicira isključivo kroz geste i ples u izvornom scenskom showu. Swift je pjesmu opisao kao takvu: "Beautiful Ghosts" pjeva se iz mladog glasa koji se pita hoće li ikada imati dana slave.""
Pjesma je objavljena na digitalnim platformama i uslugama streaminga 15. studenog 2019., mjesec dana prije filmskog kazališnog izdanja.

## Ljestvice
| Ljestvice                  | Najviša pozicija |
| -------------------------- | ---------------- |
| Australija                 | 22               |
| Mađarska                   | 26               |
| Novi Zeland                | 36               |
| Sjedinjene Američke Države | 14               |
| Ujedinjeno Kraljevstvo     | 32               |